# 3966 Чередніченко
3966 Чередніченко (3966 Cherednichenko) — астероїд головного поясу, відкритий 24 вересня 1976 року.
Тіссеранів параметр щодо Юпітера — 3,181.